# Bucium-Sat, Alba
Bucium-Sat este un sat în comuna Bucium din județul Alba, Transilvania, România.